# Ekstrapiramidalni sistem
Ekstrapiramidalni sistem je del živčevja, ki zajema bazalne ganglije in njihove pridružene strukture ter descendentne proge, ki uravnavajo telesno motoriko. Deluje v funkcionalni zvezi s piramidalnim sistemom. Gre za predvsem funkcionalno, ne toliko anatomsko enoto živčevja. 

## Strukture
Ekstrapiramidalni sistem sestavljajo filogenetsko starejše živčne proge, ki ne potekajo skozi piramido in ki se začno v možganskem deblu, nanje pa vplivajo tudi drugi centri v osrednjem živčevju. Ekstrapiramidalni sistem je težko opredeljiv zaradi kompleksnosti živčnih poti in povratnih zank, ki jih zajema.  Descendentne proge, ki sestavljajo ekstrapiramidalni sistem, delimo v dve skupini, ventromedialno in dorzolateralno. Ventromedialne proge se končajo v ventromedialnem delu hrbtenjačne sivine, usmerjajo delovanje proksimalnih mišic in so pomembne za vzdrževanje ravnotežja in položaja telesa . Dorzolateralne proge se končajo v dorzolateralnem delu hrbtenjačne sivine, usmerjajo delovanje distalnih mišic okončin in so pomembne za natančne gibe. Pri človeku so manj pomembne, saj to delovanje usmerjajo predvsem vlakna lateralne kortikospinalne proge:
- dorzolateralni sistem sestavljajo predvsem rubrospinalna vlakna; rubrospinalna proga izvira iz rdečega jedra, prestopa v mezencefalonu na nasprotno stran, poteka v lateralnem funikulusu hrbetnjače, končuje se predvsem ob motoričnih nevronih spinalnih živcev, ki oživčujejo distalne mišice udov ter je po funkciji sorodna lateralni kortikospinalni progi;[4]
- ventromedialne proge potekajo v ipsilateralnih hrbtenjačnih delih in se končajo na medialnih motoričnih nevronih, ki oživčujejo aksialne mišice. Mnogi aksoni se končajo obojestransko, kolaterale pa oddajajo v različnih hrbtenjačnih segmentih. Ventromedialne proge so tektospinalna, lateralna in medialna vestibulospinalna, retikulospinalna in medialni longitudialni fascikel.